# Коламбус (Кентуккі)
Коламбус (англ. Columbus) — місто (англ. city) в США, в окрузі Гікмен штату Кентуккі. Населення — 140 осіб (2020).

## Географія
Коламбус розташований за координатами 36°45′35″ пн. ш. 89°6′7″ зх. д. / 36.75972° пн. ш. 89.10194° зх. д. (36.759751, -89.101907).  За даними Бюро перепису населення США в 2010 році місто мало площу 0,83 км², з яких 0,82 км² — суходіл та 0,00 км² — водойми.

## Демографія
Згідно з переписом 2010 року, у місті мешкало 170 осіб у 73 домогосподарствах у складі 42 родин. Густота населення становила 206 осіб/км².  Було 85 помешкань (103/км²).
Расовий склад населення:
| - 75,3 % — білих - 15,3 % — чорних або афроамериканців - 0,6 % — корінних американців |

До двох чи більше рас належало 8,8 %. Частка іспаномовних становила 1,8 % від усіх жителів.
За віковим діапазоном населення розподілялося таким чином: 23,5 % — особи молодші 18 років, 59,4 % — особи у віці 18—64 років, 17,1 % — особи у віці 65 років та старші. Медіана віку мешканця становила 42,3 року. На 100 осіб жіночої статі у місті припадало 80,9 чоловіків;  на 100 жінок у віці від 18 років та старших — 68,8 чоловіків також старших 18 років.
Середній дохід на одне домашнє господарство  становив 40 166 доларів США (медіана — 36 250), а середній дохід на одну сім'ю — 45 716 доларів (медіана — 41 875). Медіана доходів становила 23 125 доларів для чоловіків та 17 000 доларів для жінок. За межею бідності перебувало 21,8 % осіб, у тому числі 33,3 % дітей у віці до 18 років та 12,0 % осіб у віці 65 років та старших.
Цивільне працевлаштоване населення становило 69 осіб. Основні галузі зайнятості: виробництво — 31,9 %, освіта, охорона здоров'я та соціальна допомога — 29,0 %, науковці, спеціалісти, менеджери — 11,6 %, роздрібна торгівля — 10,1 %.